# بویوک قره‌مراد
بویوک قره‌مراد (به لاتین: Böyük Qaramurad) یک منطقه مسکونی در جمهوری آذربایجان است که در شهرستان گدابیگ واقع شده‌است. بویوک قره‌مراد ۲۶۸۴ نفر جمعیت دارد.

## تاریخچه
براساس حکایت‌ها و روایت‌های مردم محلی، قره‌مراد یک شاهزاده ترک بود که بر این منطقه حاکم بود.
در زمان شاه عباس اول، برخی از خانواده‌های مسیحی مجبور به انتقال به ایران شدند. برخی از آنها از این مهاجرت امتناع ورزیدند و به مناطقی زیر سلطه شاهزاده‌های گرجستان پناهنده شدند. در این ناحیه در مجموع چهار معبد مسیحی ساخته شده که اکنون تنها یکی از آن‌ها در شرایط مناسب قرار دارد.
پس از پیمان ترکمان‌چای برخی از خانواده‌های ارمنی در این منطقه مستقر شدند.
براساس آمارهای محلی، در اواخر قرن نوزدهم و آغاز قرن بیستم میلادی، همه جمعیت را آذربایجانی ذکر کردند.